# Baño de la Reina Mora (Jimena de la Frontera)
El Baño de la Reina Mora de Jimena de la Frontera (Provincia de Cádiz, España) data de los Siglos IX-X.
A espaldas del castillo, existen restos en planta, probablemente de una iglesia mozárabe labrada en roca viva. 
El Baño de la Reina Mora tiene forma de pileta, por lo que ha adoptado este nombre legendario. Lo más probable es que se trate de una pila bautismal de tamaño natural para el bautismo por inmersión, práctica muy común entre los cristianos tempranos. 
A la izquierda del "Baño", en una pared vertical de la roca, se encuentran cuatro grandes nichos, tres triangulares y uno cuadrangular. Encima de este último se ven tres nichos pequeños. 
Se trata de otra iglesia mozárabe, similares a las rupestres encontradas en Ronda. Es probable que el nicho cuadrangular fuera el altar y los demás fueran para recibir objetos de culto. 
La muralla al lado sur, con más de un metro y medio de espesor, sería el cimiento del muro izquierdo de la nave de la iglesia, ya que del muro derecho no queda nada.